# Дона Дрейк
До́на Дрейк (англ. Dona Drake; урождённая Юнайс Уэстморленд (англ. Eunice Westmoreland); 15 ноября 1914, Майами, Флорида — 20 июня 1989, Лос-Анджелес, Калифорния) — американская актриса кино и телевидения, певица и танцовщица. В связи с тем, что её предки были самых разных рас, она имела характерную внешность, не стереотипную красоту, часто позиционировала себя как мексиканку, и нередко в титрах указывалась под соответствующими актёрскими псевдонимами: Уна Новелла (Una Novella), Рита Новелла (Rita Novella), Уна Велон (Una Velon), Уна Вийон (Una Villon), Рита Рио (Rita Rio) и Рита Шоу (Rita Shaw). Основное актёрский образ — «этнические белые», включая выходцев из Латинской Америки и с Ближнего Востока.

## Биография
Юнайс Уэстморленд родилась в Майами (штат Флорида, США) 15 ноября 1914 года. Отца звали Джозеф Уэстморленд, мать — Новелла (до брака носила фамилию Смит). У девочки было четыре сиблинга.
С 1932 года начала карьеру в шоу-бизнесе: она стала девушкой с подтанцовки, выступала в ночных клубах. В 1933 году появилась на сцене, исполнив роль в небольшой постановке Эрла Кэрролла «Тщеславие Эрла Кэрролла». Критики её заметили, и в местной газете появилась статья, содержащая такой текст: «Самая примечательная новенькая — мисс Уна Вийон, которая поёт, танцует и выглядит как 16-летнее воплощение Энн Пеннингтон. Всего за пару дней до премьеры её взяли на роль из ночного клуба на Бродвее, и она уже доказала своё право на место в центре внимания.»
В 1934 году колумнист Уолтер Уинчелл написал о её выступлении в ночном клубе: «Движение туловища Уны Вийон служит для синхронизации темпов, вместо режиссуры Беррен — эта юная леди направляет танцоров своим покачиванием.»
Помимо того, что Дрейк хорошо танцевала и неплохо пела, также она иногда играла на фортепиано, трубе, кларнете, саксофоне и барабанах, а в единичных случаях даже руководила оркестром. В 1936 году она организовала небольшую музыкальную группу. Известности она не получила, из-за финансовых проблем распалась в 1940 году, и Дрейк прибыла в Голливуд, чтобы стать актрисой. Опыт работы киноактрисой у неё к тому времени уже был: в 1935—1939 годах она появилась в пяти кинофильмах, четыре из которых были короткометражными и известности не получили.
Рекламируя зрителям новую актрису, киностудия заявила, что она — мексиканка по имени Рита Новелла (взяв имя её матери в качестве новой фамилии для актрисы).
Её необычные угловатые черты лица и тёмные вьющиеся волосы привели к тому, что основным актёрским образом Риты Новеллы стали «этнические белые», включая латиноамериканок и жительниц Ближнего Востока, а также индианки и цыганки.
С 1953 года начала также сниматься в телесериалах, но особой известности на этом поприще не получила: за три года она появилась в небольших ролях в шести эпизодах шести сериалов.
Всего за свою кинокарьеру длиной 21 год (1935—1956) Дрейк снялась в 29 фильмах (7 из них были короткометражными) и 6 сериалах.
Скончалась 20 июня 1989 года в Лос-Анджелесе (штат Калифорния) от пневмонии и дыхательной недостаточности.

### Личная жизнь
В 1936 году Дрейк была вызвана ФБР на допрос по поводу убийства её тогдашнего бойфренда, бандита по имени Луис Эмберг (1897—1935). Она заявила, что только знала его как «мистера Коэна» и понятия не имела, чем он зарабатывает на жизнь.
19 августа 1944 года Дрейк вышла замуж за известного дизайнера моды, художника по костюмам по имени Уильям Травилла (жених был на шесть лет младше невесты). Пара прожила вместе всю жизнь, 45 лет, до самой смерти актрисы в июне 1989 года. От брака осталась дочь, которой дали имя Ниа (1951—2002).

## Избранная фильмография
- 1936 — Ничего себе[англ.] / Strike Me Pink — мадемуазель Фифи
- 1941 — Алома из Южных морей[англ.] / Aloma of the South Seas — Ниа
- 1941 — Луизианская покупка[англ.] / Louisiana Purchase — Беатрис
- 1942 — Дорога в Марокко / Road to Morocco — Михирма
- 1942 — Звёздно-полосатый ритм[англ.] / Star Spangled Rhythm — в роли самой себя в номере Swing Shift Skit
- 1946 — Безоговорочно[англ.] / Without Reservations — Долорес Ортега
- 1948 — За лесами[англ.] / Another Part of the Forest — Лоретта Сайнси
- 1948 — Так вот какой Нью-Йорк[англ.] / So This Is New York — Кейт Гофф
- 1949 — Дулины из Оклахомы[англ.] / The Doolins of Oklahoma — Кэттл[4] Энни
- 1949 — Девушка с пляжа Джонс[англ.] / The Girl from Jones Beach — Конни Мартин
- 1949 — За лесом / Beyond the Forest — Дженни
- 1950 — Капитан Блад[англ.] / Fortunes of Captain Blood — Пепита Мария Розадос
- 1951 — Валентино[англ.] / Valentino — Мария Торрес
- 1952 — Тайны Канзас-Сити / Kansas City Confidential — Тереза
- 1953 — Приключения Супермена[англ.] / Adventures of Superman — Джойс (в эпизоде The Dog Who Knew Superman[англ.])
- 1954 — Принцесса Нила[англ.] / Princess of the Nile — Мирва